# Бомштейн, Александр Абрамович
Александр Абрамович Бомште́йн (1927, Москва — 2007, Москва) — советский и российский живописец. Член союза художников СССР. Заслуженный художник РСФСР (1988). Главный художник Московского областного театра драмы им. А. Островского.

## Биография
В 1954 году закончил Московское художественное училище памяти 1905 года. Ученик профессора В. А. Шестакова — главного художника театра В. Мейерхольда.
Оформил более ста спектаклей в Московском областном театре драмы, Московском театре им. Моссовета, Московском театре им. Гоголя, Киевском оперном театре. А также в театрах Болгарии, Чехии, Франции и др. Режиссёры, с которыми работал А. Бомштейн — Г. Товстоногов, Р. Виктюк, Б. Покровский и др. А. А. Бомштейн в своей творческой работе продолжил традиции русской театрально-декорационной школы, характерной особенностью которой было погружение в драматургию и музыку спектаклей. Высочайшая изобразительная культура, глубокое знание материала сделали его театральные работы самостоятельными произведениями искусства.
Избранные работы А. Бомштейна являются собственностью министерства культуры Рф, хранятся в музейных собраниях по всему миру, а также в Государственном музее изобразительных искусств им. А. С. Пушкина, Государственном Литературном музее, Театральном музее им. А. А. Бахрушина и в частных коллекциях. В 2015-м году фондом Юсуповых IRFĒ был издан роскошный каталог «Русские сюжеты». В нём наряду со сценографией И. Билибина, Н. Рериха и др. опубликованы и сценографические шедевры А. А. Бомштейна: эскизы декораций к опере Н. А. Римского-Корсакова «Царская невеста» (1954), эскизы костюмов к опере А. Касьянова «Степан Разин» (1954), эскизы костюмов к балету С. Прокофьева «Царь Борис» (1970-е)
Однако творческий диапазон А. Бомштейна не ограничивался театральными эскизами. Помимо сценографии Александр Бомштейн создавал пейзажи: деревенские, городские, индустриальные; портреты, а также изобретал свои неповторимые фантастические миры.
Большое место в творчестве А.Бомштейна занимала тема мифа и религии. А.Бомштейн автор самобытной иконографии. Наследие А. Бомштейна включает среди прочего иконические портреты русских исторических деятелей — митрополитов и государей, исторические эскизы по мотивам русского средневековья, воображаемую авторскую древность. Образ мрачного русского средневековья является здесь стилевым лейтмотивом.
"А. Бомштейну присуще тонкое чувство сцены, органичное понимание того впечатления, которое получат зрители от воспроизведенных  на ней созданных художником эскизов и макетов декораций. Лучшие его работы точно соответствуют  стилю и жанру пьесы... и вместе с тем представляют собой самостоятельные произведения искусства".

##### Выставки
Бомштейн А. А. — участник многочисленных театральных фестивалей и художественных выставок. В 1977-м, 1979-м, в 1981-м состоялись большие персональные выставки А. Бомштейна под патронатом управления культуры Мособлсовета. Kартина «Древо Мать» 1976 года получила гран-при международного фестиваля театрального искусства в Венеции (1992 г.). Последняя (посмертная) выставка «Александр Бомштейн. Творческий путь мастера» с успехом прошла в Московском доме национальностей в 2012 году.